# Rogersonanthus
Rogersonanthus är ett släkte av gentianaväxter. Rogersonanthus ingår i familjen gentianaväxter.
Kladogram enligt Catalogue of Life:
| Rogersonanthus | \| \| Rogersonanthus arboreus \| \| \| \| \| \| Rogersonanthus quelchii \| \| \| \| |
|                | \| \| Rogersonanthus arboreus \| \| \| \| \| \| Rogersonanthus quelchii \| \| \| \| |
|                | Rogersonanthus arboreus                                                             |
|                |                                                                                     |
|                | Rogersonanthus quelchii                                                             |
|                |                                                                                     |